# 分子結晶
分子結晶（ぶんしけっしょう）とは結晶の分類の1つで、多数の分子が分子間の相互作用で規則正しく配列してできている結晶のこと。一般に、共有結合結晶やイオン結晶に比べて柔らかく、融点も低い。分子結晶にはドライアイス（二酸化炭素）や、ヨウ素がある。
分子結晶はさらに分子同士の結合力の種類により分類される。氷やナフタレンの固体が分子結晶の例であり、前者は水分子が水素結合で結びついた水素結合結晶、後者はナフタレン同士がファンデルワールス力で結びついたファンデルワールス結晶（分子性結晶）である。